# La muerte de Lord Edgware
La muerte de Lord Edgware es una novela detectivesca de la escritora británica Agatha Christie, publicada en 1933.

## Argumento
Hércules Poirot y su amigo y colaborador Arthur Hastings reciben un encargo inusual de una bella actriz, Jane Wilkinson. Dicha actriz está casada con un despótico aristócrata inglés, lord Edgware, que se niega a concederle el divorcio que ella tanto desea. Pero para sorpresa de Poirot, el aristócrata afirma que hace ya tiempo envió una carta a su esposa aceptando su demanda. La alegría de la actriz al conocer la noticia es inmensa, pero lo que parecía un asunto resuelto se complica de forma inesperada: lord Edgware aparece apuñalado en su mansión, y la secretaria y el mayordomo del noble asesinado afirman que la mujer vestida de negro que solicitó ver a lord Edgware la noche de su muerte no era otra que Jane Wilkinson.